# Alicia Barrié
Pour les articles homonymes, voir Barrié.
Sara Ramona Alicia Masriera del Campillo, connue sous son nom de scène Alicia Barrié (7 octobre 1915 - 28 septembre 2002) est une actrice chilienne qui a effectué sa carrière en Argentine. Née au Chili, elle a déménagé à Buenos Aires avec sa famille et a fait ses débuts d'actrice dans Dancing (en) (1933).
Après avoir épousé un Américain, elle déménage au Mexique, où elle tourne Yo fui una usurpadora, avant de s'installer aux États-Unis. Elle est décédée à Longwood, en Floride en 2002.

## Filmographie
- Yo fui una usurpadora  (1950)
- Miguitas en la cama  (1949)
- Fascinación  (1949)
- Un marido ideal  (1947)
- No salgas esta noche  (1946)
- Mi novia es un fantasma  (1944)
- The Mirror (1943 film)|The Mirror (1943)
- Dieciséis años (1943)
- El fabricante de estrellas (1943)
- Pasión imposible (1943)
- Ven mi corazón te llama (1942)
- Tú eres la paz (1942)
- Una novia en apuros (1941)
- Embrujo (1941)
- Mi fortuna por un nieto (1940)
- Los muchachos se divierten (1940)
- La Mujer y el jockey (Hipódromo)|La mujer y el jockey (1939)
- Muchachas que estudian (1939)
- Papá Chirola (1937)
- La vuelta de Rocha (1937)
- El pobre Pérez (1937)
- El conventillo de la Paloma (1936)
- Radio Bar (1936)
- La muchachada de a bordo (1936)
- Dancing (1933)